# Nové Mlýny
Nové Mlýny (deutsch Neumühl) ist ein Ortsteil der Gemeinde Přítluky in Tschechien. Er befindet sich 16 Kilometer nordwestlich von Břeclav (Lundenburg) und gehört zum Okres Břeclav. Der Ort ist als ein Straßenangerdorf angelegt.

## Geografie
Der Rundling Nové Mlýny befindet sich am linken Ufer der Thaya unterhalb des Dammes der Talsperre Nové Mlýny. Nordöstlich erhebt sich die Přítlucká hora („Prittling“; 292 m) und südlich die Milovická pahorkatina. Im Südwesten liegen die Pollauer Berge.
Nachbarorte sind Šakvice im Norden, Zaječí im Nordosten, Přítluky im Osten, Bulhary im Süden, Milovice im Westen sowie Pavlov im Nordwesten.

## Geschichte

Zillenüberfahrt über die Thaya

Im 11. bis 13. Jahrhundert kam es zu einer großen Siedlungsbewegung von West nach Ost. Mähren wurde von 1019 bis 1027 von der Dynastie der Přemysliden regiert. Um größere Gebiete landwirtschaftlich zu nutzen und damit höhere Erträge zu erzielen, bewarben sie die Kolonisten zum Beispiel mit zehn Jahre Steuerfreiheit (deutsches Siedlerrecht). Bis zum Jahre 1150 wurde das Gebiet um Mikulov (Nikolsburg) und Znojmo (Znaim) von deutschen Einwanderern aus Niederösterreich, besiedelt. Die Anlage des Dorfes sowie die ui-Mundart bekunden, dass sie ursprünglich aus den bairischen Gebieten der Bistümer Regensburg und Passau stammten. Sie brachten neue landwirtschaftliche Geräte mit und führten die ertragreiche Dreifelderwirtschaft ein.
Die erste urkundliche Erwähnung des Dorfes erfolgte 1368. Laut Urbar 1414 wurde das bereits verödete Nikoltschitz neu besiedelt. 1558 pachteten hutterische Täufer eine leerstehende Mühle von der Herrschaft Eisgrub (Liechtenstein) und gründeten einen Bruderhof. Die Bruderschaft erhielt die Erlaubnis Bier zu brauen und mit Ungarn einen freien Handeln zu unterhalten. Unter Peter Walpot, Gemeindevorsteher der Hutterischen Brüder von 1565 bis 1578, entwickelte sich Neumühl – neben Nikolsburg – zum administrativen, wirtschaftlichen und geistigen Zentrum der Hutterer. So errichteten sie eine frühindustrielle Wirtschaft mit über 34 verschiedenen Berufsgruppen. Diese produzierten aber nicht nur für die Bruderschaft, sondern auch für Nicht-Täufer. Auch begannen die Hutterer missionarisch tätig zu werden. So gehörten bald um die 30.000 Personen der Bruderschaft an.
1576 plünderte Karl der Ältere von Žerotín (Karel starší ze Žerotína) den Ort. 1596 wurde das Dorf von Polen, 1605 von Ungarn und Tataren, 1619 von den Kaiserlichen und Ständischen arg heimgesucht. Nach dem Sieg der kaiserlichen Truppen in der Schlacht am Weißen Berg, am Anfang des Dreißigjährigen Krieges, wurden die Hutterer im Jahre 1622 des Landes verwiesen. Die meisten zogen nach Siebenbürgen weiter. Neumühl wurde daraufhin von den heimischen Bauern neu besiedelt und verblieb bis 1848 bei der Herrschaft Eisgrub und somit unter der Verwaltung der Familie Liechtenstein. Matriken werden seit 1657 geführt. Grundbücher werden seit 1771 geführt. Eine einklassige Volksschule gibt es seit 1791.
Nach der Aufhebung der Patrimonialherrschaften bildete Neumühl ab 1850 eine Gemeinde im Bezirk Auspitz. Über die Thaya verkehrte eine Seilfähre nach Millowitz. Der größte Teil der Einwohner lebten von der Landwirtschaft, wobei der sonst in Südmähren wichtige Weinbau eine untergeordnete Rolle spielte.
1918 fiel Neumühl, deren Bewohner 1910 zu mehr als 97 % deutschsprachig waren an die neugegründete Tschechoslowakei, 1938 aufgrund des Münchner Abkommens an das Deutsche Reich. Nach dem Ende des Zweiten Weltkriegs wurden die deutschen Ortsbewohner vertrieben.
Im Jahre 1960 wurde Nové Mlýny nach Přítluky eingemeindet. 1975 begann der Bau der Thayatalsperre. Die aus drei Stauseen bestehende Anlage im Mündungsgebiet der Svratka und Jihlava wurde 1988 vollendet und hat eine Wasserfläche von 3.226 ha. Im Jahre 2001 bestand das Dorf aus 41 Wohnhäusern, in denen 151 Menschen lebten.

## Wappen und Siegel
Das Gemeindesiegel stammte aus dem Jahre 1749. Es zeigte ein Mühlrad mit der Umschrift „SIGIL NVIE.MILL 1.7.4.9.“

## Bevölkerungsentwicklung
| Jahr                                                                           | Häuser | Einwohner insgesamt | Volkszugehörigkeit der Einwohner | Volkszugehörigkeit der Einwohner | Volkszugehörigkeit der Einwohner |
| Jahr                                                                           | Häuser | Einwohner insgesamt | Deutsche                         | Tschechen                        | andere                           |
| ------------------------------------------------------------------------------ | ------ | ------------------- | -------------------------------- | -------------------------------- | -------------------------------- |
| 1793                                                                           | 46     | 251                 |                                  |                                  |                                  |
| 1836                                                                           | 50     | 313                 |                                  |                                  |                                  |
| 1869                                                                           | 55     | 275                 |                                  |                                  |                                  |
| 1880                                                                           | 56     | 279                 | 273                              | 6                                | 0                                |
| 1890                                                                           | 59     | 280                 | 268                              | 12                               | 0                                |
| 1900                                                                           | 59     | 267                 | 267                              | 0                                | 0                                |
| 1910                                                                           | 59     | 249                 | 241                              | 8                                | 0                                |
| 1921                                                                           | 56     | 247                 | 220                              | 26                               | 1                                |
| 1930                                                                           | 59     | 250                 | 183                              | 63                               | 3                                |
| 1939                                                                           |        | 219                 |                                  |                                  |                                  |
| 1991                                                                           |        | 0                   |                                  |                                  |                                  |
| 2001                                                                           |        | 151                 |                                  |                                  |                                  |
| Quelle: 1793, 1836, 1850 aus: Südmähren von A–Z, Frodl, Blaschka               |        |                     |                                  |                                  |                                  |
| Sonstige: Historický místopis Moravy a Slezska v letech 1848–1960, sv. 9. 1984 |        |                     |                                  |                                  |                                  |

## Fährunglück von 1936

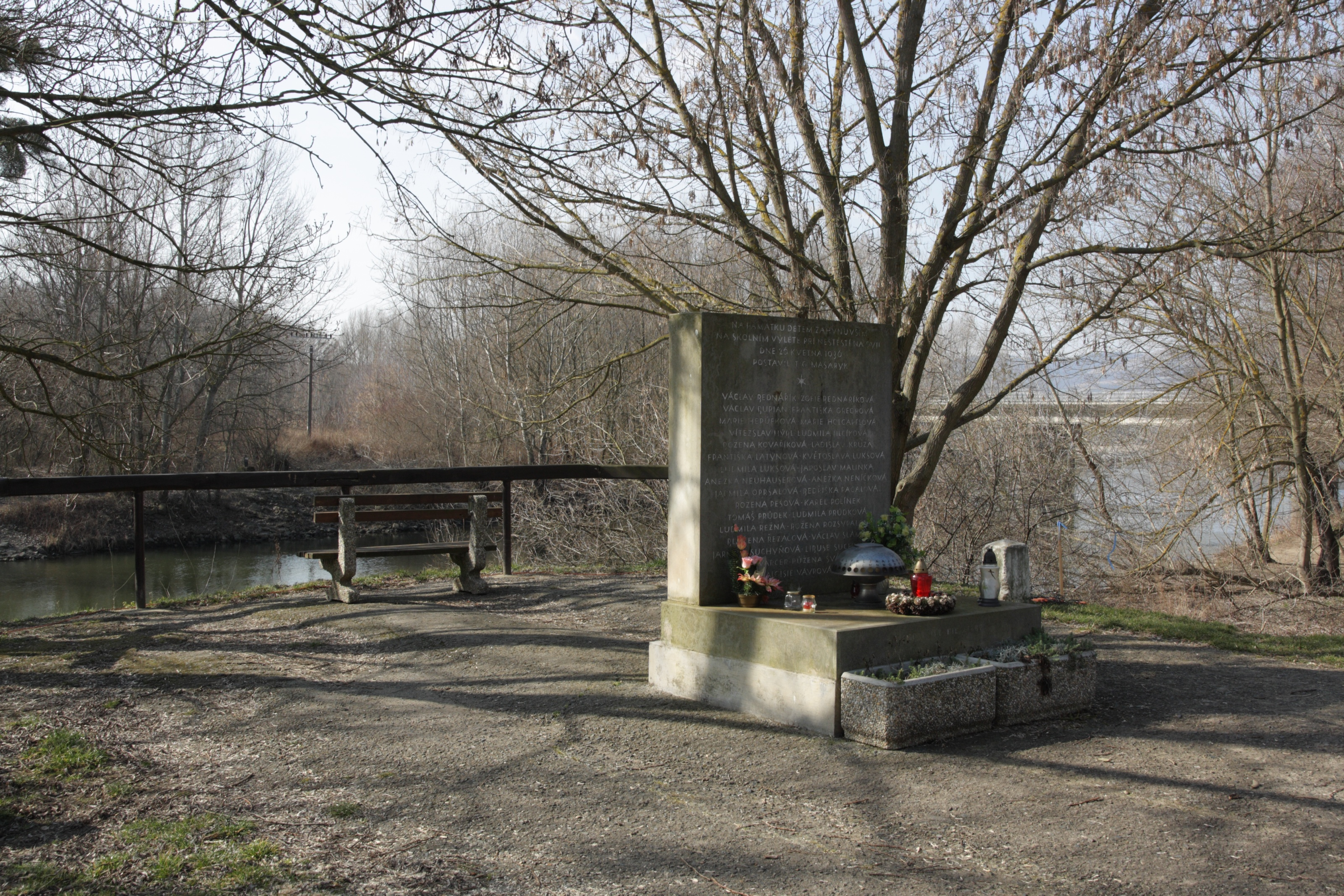
Denkmal an das Fährunglück

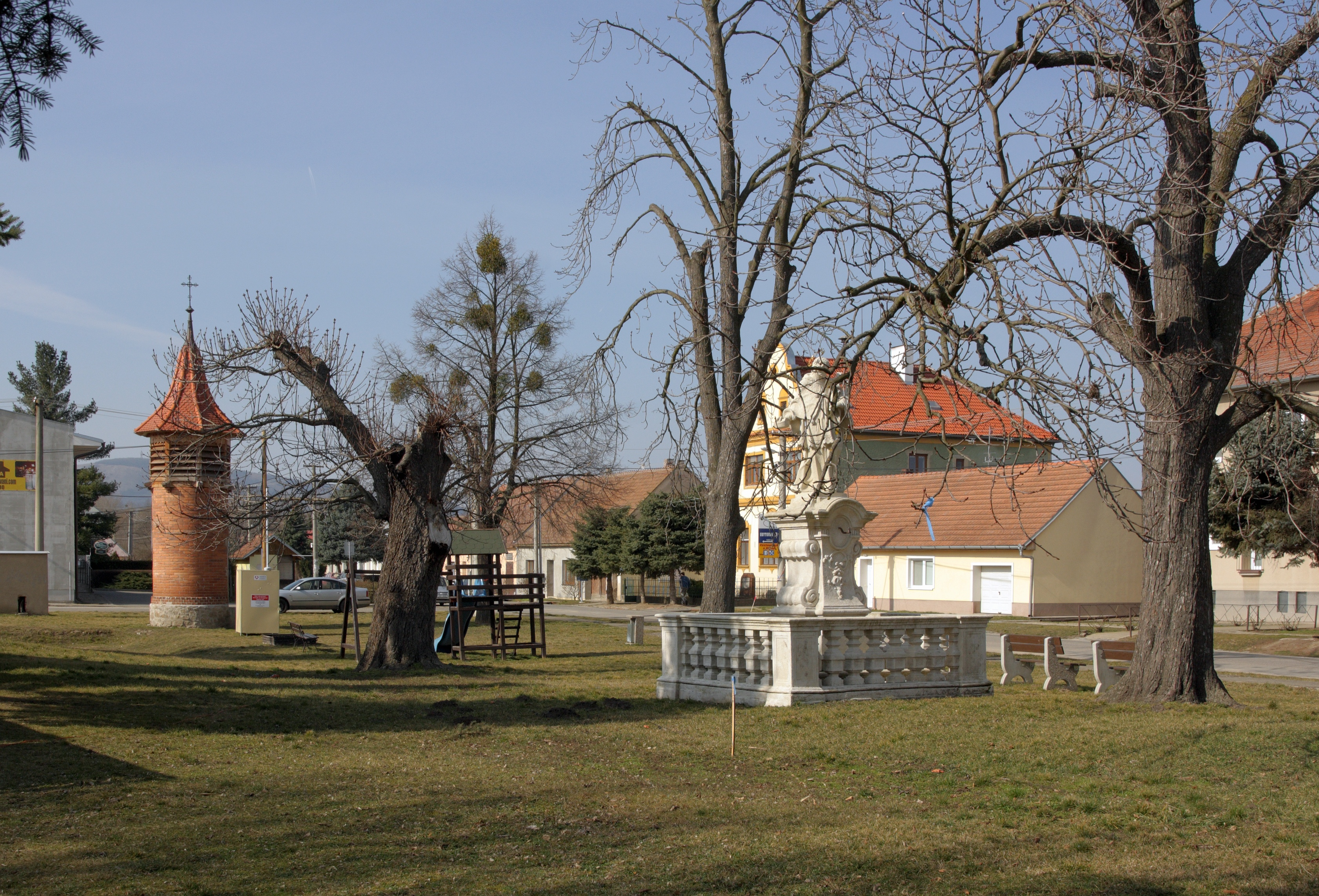
Nové Mlýny heute

Am 26. Mai 1936 ereignete sich um 8 Uhr in Neumühl ein schweres Fährunglück, bei dem 31 Kinder aus Rakwitz in der Thaya ertranken. Es wird auch als Rakwitzer Tragödie (Rakvická tragedie) bezeichnet.
Die 106 Rakwitzer Schüler befanden sich auf dem Wege zu einem Schulausflug in die Pollauer Berge. Der Konvoi von acht Pferdefuhrwerken setzte bei Neumühl über die Thaya. Nach den ersten beiden Überfahrten war die Fähre beim dritten Mal überladen und geriet in der Mitte des Flusses unter den Wasserspiegel. Sie lief dabei voll und ging in Sekundenschnelle unter. Von den 52 auf der Fähre befindlichen Schülern ertranken 31. Zum Gedenken an das Unglück ließ Präsident Tomáš Garrigue Masaryk einen Gedenkstein in Neumühl errichten.

## Sehenswürdigkeiten
- Kapelle des Hl. Johannes von Nepomuk, errichtet 1776
- Denkmal für die Rakwitzer Tragödie in der Thaya.

## Belege
1. ↑  http://www.uir.cz/katastralni-uzemi/736325/Nove-Mlyny
2. ↑   https://www.planet-wissen.de/kultur/mitteleuropa/geschichte_tschechiens/pwiedeutscheintschechien100.html
3. ↑   Joachim Rogall: Deutsche und Tschechen: Geschichte, Kultur, Politik Verlag C.H.Beck, 2003. ISBN 3 406 45954 4. Geleitwort von Václav Havel. Kapitel: Die Přemysliden und die deutsche Kolonisierung S33 f.
4. ↑  Leopold Kleindienst: Die Siedlungsformen, bäuerliche Bau- und Sachkultur Südmährens, 1989, S. 9
5. ↑  Hans Zuckriegl: Wörterbuch der südmährischen Mundarten. Ihre Verwendung in Sprache, Lied und Schrift. 25,000 Dialektwörter, 620 S. Eigenverlag. 1999.
6. ↑  Astrid von Schlachta: Hutterische Konfession und Tradition (1578–1619). Etabliertes Leben zwischen Ordnung und Ambivalenz (= Veröffentlichungen des Instituts für Europäische Geschichte Mainz. Abteilung für Abendländische Religionsgeschichte. Bd. 198) von Zabern, Mainz 2003, ISBN 3-8053-3271-8, S. 24.
7. ↑  Gerd Ströhmann: Erziehungsrituale der Hutterischen Täufergemeinschaft. Gemeindepädagogik im Kontext verschiedener Zeiten und Kulturen (= Historisch-vergleichende Studien zum internationalen Bildungsdialog. Bd. 2). Lit, Münster 1999, ISBN 3-8258-3978-8, S. 35 (Zugleich: Hildesheim, Univ., Diss., 1997).
8. ↑  Bernd G. Längin: Die Hutterer. Gefangene d. Vergangenheit, Pilger der Gegenwart, Propheten der Zukunft. Rasch und Röhring, Hamburg u. a. 1986, ISBN 3-89136-061-4, S. 237.
9. ↑   Onlinesuche über das Landesarchiv Brünn. Acta Publica Registrierungspflichtige Online-Recherche in den historischen Matriken des Mährischen Landesarchivs Brünn (cz., dt.). Abgerufen am 18. April 2011.
10. ↑  Archiv Mikulov, Odsun Němců – transport odeslaný dne 20. kvĕtna, 1946.
11. ↑  Ludislava Šuláková, übersetzt von Wilhelm Jun: Die Problematik des Abschubs der Deutschen in den Akten des Städtischen Volksausschusses (MNV) und des Bezirks-Volksausschusses (ONV) Nikolsburg: Südmährisches Jahrbuch 2001 S. 45f, ISSN 0562-5262
12. ↑  Auspitzer Bezirk. Brünn 1924, S. 99.
13. ↑  http://www.czso.cz/csu/2009edicniplan.nsf/t/010028D080/$File/13810901.pdf